# Středoevropská vysoká škola ve Skalici
Středoevropská vysoká škola ve Skalici (Stredoeurópska vysoká škola v Skalici) byla slovenská soukromá vysoká škola založená v roce 2005 se zaměřením na mezinárodní vztahy, životní prostředí a regionální rozvoj.
Nacházela se v pohraničním městě Skalica na Slovensku a studoval na ní i značný počet českých studentů.